# Tina Dutta
Tanisha Dutta connue sous le diminutif Tina Dutta (née le 27 novembre 1986  à Calcutta, au Bengale-Occidental, Inde) est une actrice tamil de cinéma et de télévision. 

## Biographie
Tina Dutta est notamment connue pour ses rôles dans les séries tamil de la chaine indienne RAJ TV. Principalement, elle est apparue dans la série Indie Uttaran. Mais cette série est traduite en tamoul sous le nom de Sindhu Bhairavi. Cette série a duré sept ans.